# Wereldkampioenschap voetbal 2006 (troostfinale) Duitsland - Portugal
Deze pagina is een subpagina van het artikel Wereldkampioenschap voetbal 2006. Hierin wordt de wedstrijd in de troostfinale (wedstrijd voor de 3e plaats) tussen Duitsland en Portugal gespeeld op 8 juli nader uitgelicht.

## Wedstrijdgegevens
| Datum                | 8 juli 2006                         | 8 juli 2006                         |
| Stadion              | Gottlieb-Daimler-Stadion, Stuttgart | Gottlieb-Daimler-Stadion, Stuttgart |
| Toeschouwers         | 52.000                              | 52.000                              |
| Scheidsrechter       | Toru Kamikawa                       | Toru Kamikawa                       |
| Assistenten          | Yoshikazu Hiroshima Dae Young Kim   | Yoshikazu Hiroshima Dae Young Kim   |
| Vierde man           | Coffi Codjia                        | Coffi Codjia                        |
| Man van de wedstrijd | Bastian Schweinsteiger              | Bastian Schweinsteiger              |
|                      | Duitsland                           | Portugal                            |
| Doelpunten           | 3                                   | 1                                   |
| Gele kaarten         | 2                                   | 3                                   |
| Rode kaarten         | 0                                   | 0                                   |
| Wissels              | 3                                   | 3                                   |
| Schoten op doel      | 5                                   | 8                                   |
| Schoten naast doel   | 12                                  | 13                                  |
| Overtredingen        | 15                                  | 15                                  |
| Hoekschoppen         | 2                                   | 7                                   |
| Buitenspel           | 1                                   | 3                                   |
| Strafschoppen        | 0                                   | 0                                   |
| Balbezit (tijd)      | 27"00                               | 36"00                               |
| Balbezit (%)         | 43%                                 | 57%                                 |

| Duitsland | 3 – 1          | Portugal |
| Bastian Schweinsteiger 56' 78' Petit 61' (eigen doelpunt) | goals (assist) | 88' Nuno Gomes |
| Jürgen Klinsmann | bondscoach     | Luiz Felipe Scolari |
| Oliver Kahn Marcell Jansen Sebastian Kehl Jens Nowotny Bastian Schweinsteiger 79' Torsten Frings Miroslav Klose 65' Philipp Lahm Bernd Schneider Lukas Podolski 71' Christoph Metzelder | opstellingen   | Ricardo Paulo Ferreira Richardo Costa Fernando Meira 46' Costinha 77' Pedro Pauleta Simão Sabrosa 69' Nuno Valente Cristiano Ronaldo Maniche Deco |
| Oliver Neuville 65' Mike Hanke 71' Thomas Hitzlsperger 79' | wissels        | 46' Petit 69' Nuno Gomes 77' Luís Figo |
| Torsten Frings 7' Bastian Schweinsteiger 78' | gele kaarten   | 24' Richardo Costa 33' Costinha 60' Paulo Ferreira                                                                                                |
| | rode kaarten   | |

## Overzicht van wedstrijden
| Groepswedstrijden | | | |
| Groep A | Groep B | Groep C | Groep D |
| Duitsland - Costa Rica Polen - Ecuador Duitsland - Polen Ecuador - Costa Rica Ecuador - Duitsland Costa Rica - Polen             | Engeland - Paraguay Trinidad en Tobago - Zweden Engeland - Trinidad en Tobago Zweden - Paraguay Zweden - Engeland Paraguay - Trinidad en Tobago | Argentinië - Ivoorkust Servië en Montenegro - Nederland Argentinië - Servië en Montenegro Nederland - Ivoorkust Nederland - Argentinië Ivoorkust - Servië en Montenegro | Mexico - Iran Angola - Portugal Mexico - Angola Portugal - Iran Portugal - Mexico Iran - Angola                               |
| Groep E | Groep F | Groep G | Groep H |
| Italië - Ghana Verenigde Staten - Tsjechië Italië - Verenigde Staten Tsjechië - Ghana Tsjechië - Italië Ghana - Verenigde Staten | Australië - Japan Brazilië - Kroatië Brazilië - Australië Japan - Kroatië Japan - Brazilië Kroatië - Australië                                  | Frankrijk - Zwitserland Zuid-Korea - Togo Frankrijk - Zuid-Korea Togo - Zwitserland Togo - Frankrijk Zwitserland - Zuid-Korea                                           | Spanje - Oekraïne Tunesië - Saoedi-Arabië Spanje - Tunesië Saoedi-Arabië - Oekraïne Saoedi-Arabië - Spanje Oekraïne - Tunesië |
| Achtste finales | | | |
| Duitsland - Zweden Argentinië - Mexico                                                                                           | Italië - Australië Zwitserland - Oekraïne | Engeland - Ecuador Portugal - Nederland | Brazilië - Ghana Spanje - Frankrijk                                                                                           |
| Kwartfinales | | | |
| Duitsland - Argentinië | Italië - Oekraïne | Engeland - Portugal | Brazilië - Frankrijk |
| Halve finales | | | |
| Duitsland - Italië | Duitsland - Italië | Portugal - Frankrijk | Portugal - Frankrijk |
| Troostfinale | | | |
| Duitsland - Portugal | | | |
| Finale | | | |
| Italië - Frankrijk | | | |